# Bereg (comitaat)
Het comitaat Bereg (In het Duits: Komitat Berg/Berger Gespanschaft; Hongaars: Bereg vármegyeen latijn: comitatus Beregiensis) was een historisch Hongaars comitaat en bestond tussen de 11e eeuw en 1920. Daarna werd het onderdeel van Tsjecho-Slowakije. Een klein deel bleef echter bij Hongarije en maakt vandaag de dag onderdeel uit van het comitaat Szabolcs-Szatmár-Bereg. Na de Tweede Wereldoorlog werd het overige deel onderdeel van de Sovjet-Unie tot 1991, en sinds dat jaar is het onderdeel van de Oekraïense oblast Transkarpatië).
De hoofdstad van het comitaat was Berehove.

## Ligging
Het comitaat grensde in het noorden aan het Oostenrijkse kroonland Galicië (tussen 1772 en 1918) (tot 1772 Pools grondgebied), in het oosten aan het comitaat Máramaros, in het zuidoosten aan het comitaat Ugocsa, in het zuiden aan het comitaat Szatmár, in het zuidwesten aan het comitaat Szabolcs en in het noordwesten aan het comitaat Ung.
Het comitaat lag in de Woudkarpaten en werd in het zuiden door de Theiss begrensd. De rivieren de Theiss, Serne, Latorica en de Irschawa stroomden door het gebied.

## Deelgebieden
| Districten (járások)                         | Districten (járások)                                                      |
| Stoeldistrict                                | Hoofdplaats                                                               |
| -------------------------------------------- | ------------------------------------------------------------------------- |
| Alsóverecke                                  | Alsóverecke, tegenwoordig Нижні Ворота / Nyzjni Vorota                    |
| Felvidék („Oberland“)                        | Ilosva, tegenwoordig Іршава / Irsjava                                     |
| Latorca, tegenwoordig Латориця/Latoryzja     | Oroszvég, tegenwoordig Росвигово/Roswyhowo, een stadsdeel van Moekatsjevo |
| Mezőkaszony                                  | Mezőkaszony, tegenwoordig Косонь / Kosonj                                 |
| Munkács                                      | Munkács, tegenwoordig Мукачеве / Moekatsjevo                              |
| Szolyva                                      | Szolyva, tegenwoordig Свалява / Svaljava                                  |
| Tiszahát („Theißrücken“)                     | Beregszász, tegenwoordig Берегове / Berehove                              |
| Stadsdistrict (rendezett tanácsú városok)    |                                                                           |
| Beregszász, tegenwoordig Берегове / Berehove |                                                                           |
| Munkács,tegenwoordig Мукачеве / Moekatsjeve  |                                                                           |